# Бейнхэм, Питер
Питер Бейнхэм (англ. Peter Baynham; род. 28 июня 1963 года) — валлийский сценарист и комик. Он часто сотрудничает с Армандо Ианнуччи, Крисом Моррисом, Стивом Куганом, Сашей Бароном Коэном и работал со Стюартом Ли и Ричардом Херрингом. Он пишет сценарии для телевизионных комедийных сериалов, включая такие, как «Сегодняшний день», «Я — Алан Партридж», «Brass Eye» и «Jam». В 2006 году, в соавторстве с Кэном, Энтони Хайнсом и Дэном Мейзером, Бейхем написал сценарий к фильму «Борат Сагдиев», за который в 2007 году они получили номинацию на премию «Оскар» за лучший адаптированный сценарий. На 2020 год насчитывается 35 фильмов с его участием.